# جزيرة الفحم

تعديل مصدري - تعديل

جزيرة الفحم هي أحد جزر اليمن وتقسم إدارياً كأحد أحياء مديرية المعلا بمحافظة عدن.